# یاد آر
«یاد آر» تک‌آهنگی از محسن نامجو، خوانندهٔ ایرانی، است که در آذر ۱۳۹۸ برای ادای احترام به کشته‌شدگان اعتراضات آبان ۱۳۹۸ ایران منتشر شد. ترانهٔ آن سرودهٔ علی اسداللهی است.
این ترانه با واکنش‌های گوناگونی در شبکه‌های اجتماعی و رسانه‌های مختلف روبه‌رو شد.